# Boerewors-roll
Le boerewors-roll, qui signifie littéralement "le rouleau de la saucisse du fermier", est une variante sud-africaine du hot-dog composée d'un boerewors braai servi dans un pain à hot-dog avec une relish à l'oignon et généralement du ketchup, ou de la sauce tomate, et de la moutarde.

## Caractéristiques générales
Le boerewors est fait de bœuf haché grossièrement qui est le plus souvent combiné avec du porc haché et de la graisse. La saveur et l'arôme du boerewors proviennent de la quantité d'épices ajoutée à la viande hachée. De la coriandre, de la muscade, des clous de girofle, du piment de la Jamaïque et du poivre noir peuvent ainsi être ajoutés à la viande.
Même si le boerewors est traditionnellement braisé, il peut également être frit dans une poêle ou cuit au four. En Afrique du Sud, on le sert souvent avec du pap, une bouillie granuleuse à base de mielie-meal, très similaire au grits américain, et une sauce tomate épaisse. Le boerewors-roll est servi dans un pain à hot-dog frais avec des oignons frits et de la relish de tomates. 